# Kanalizace (psychologie)
Kanalizace je řídce užívaný psychologický termín označující formu uspokojujícího chování nebo vybití pudové energie.
Francouzský psychiatr a psycholog Pierre Janet (1859–1947) zavedl termín jako vlastní původní výraz pro koncentraci pudové energie a její svedení do společensky neškodných aktivit a vybití v nich. Termín se občas používá například v souvislosti se sexuálními deviacemi a jejich léčbou.
Americký psycholog Gardner Murphy (1895–1979) v roce 1947 tento termín zavedl jako označení každého chování, které jedinci poskytuje bezprostřední uspokojení, ale na rozdíl od podmiňování je kanalizace trvalá a nezávisí na posilování. Je podmíněná kulturně i individuální zkušeností. Může jít například o způsob uspokojování hladu preferencí určitých jídel.